# Meierhof

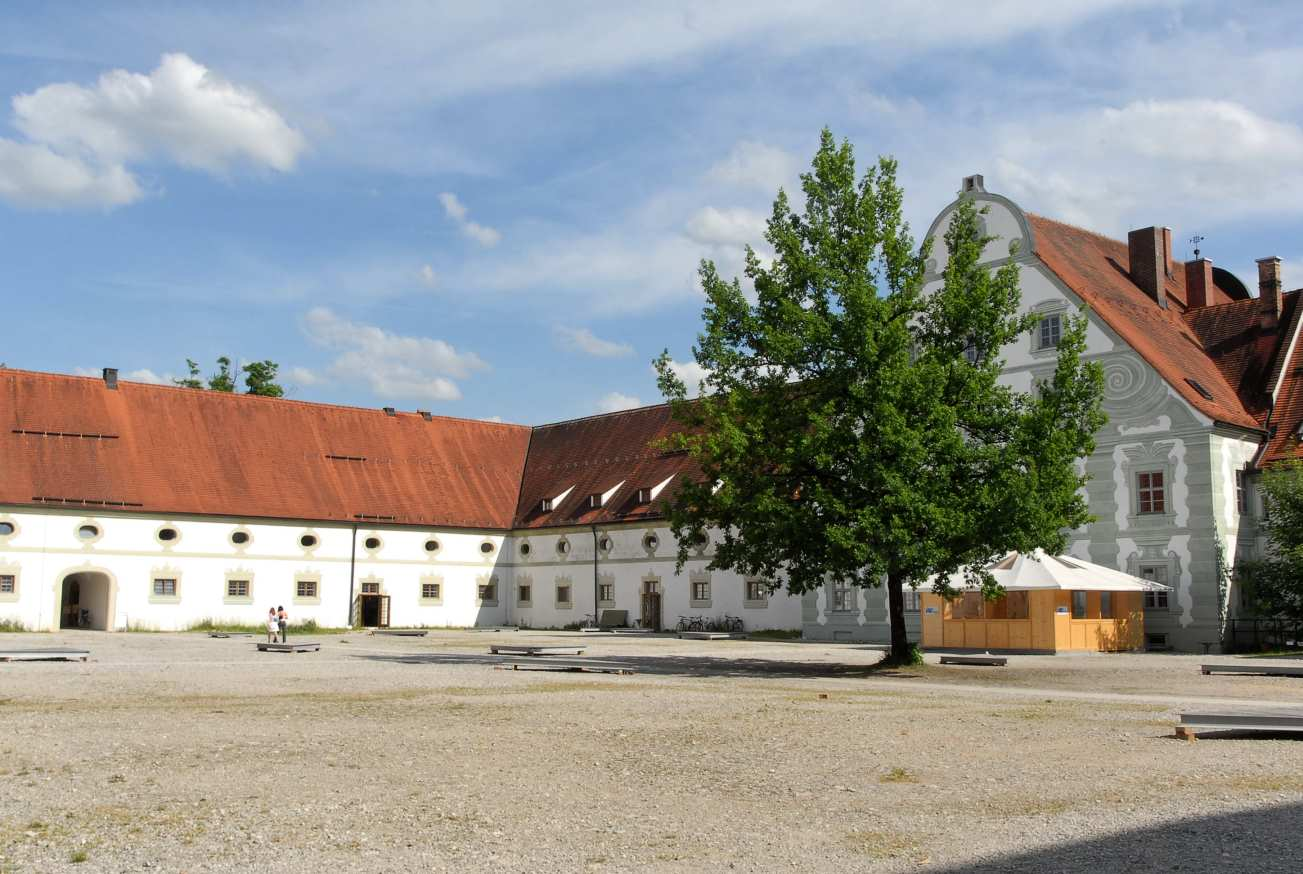
Meierhof des Klosters Benediktbeuern

Als Meierhof (Meierei, Meyerhof, von lateinisch maiores villae) wird ein Bauerngehöft oder -gebäude benannt, in dem in seiner Geschichte einmal der Verwalter (der Meier) einer Landwirtschaft gelebt hat, die zu einer adligen oder geistlichen Grundherrschaft gehörte.

## Geschichte

### Meier im Rahmen der Grundherrschaft
Im Frühmittelalter und frühen Hochmittelalter waren die Grundherrschaften im Rahmen der sogenannten Villikationsverfassung mit Fronhöfen (oder Sedelhöfen) organisiert, die eine zweigeteilte Wirtschaft betrieben: Eigenwirtschaft mit unfreiem Hofgesinde (lat. mancipia) und  andererseits hörige Hufenbauern (villici), die kleinere eigene Pachtbauernstellen (Hufen, lat. mansi) bewirtschafteten und dafür Frondienst (etwa Spanndienst) auf dem Fron- oder Herrschaftshof leisteten und Naturalabgaben ablieferten. Die Meier waren die Betriebsleiter solcher Fronhöfe, die die Hörigen beaufsichtigten und die Abgaben einzogen. Sie übten in der Regel als Träger der grundherrlichen Gerichtsbarkeit auch das Hofrecht aus. Die Meier waren ursprünglich selbst Hörige; im Laufe des Mittelalters konnten sie oft zu Ministerialen aufsteigen und versuchten, ihr Meieramt zu einem erblichen Lehen zu machen.

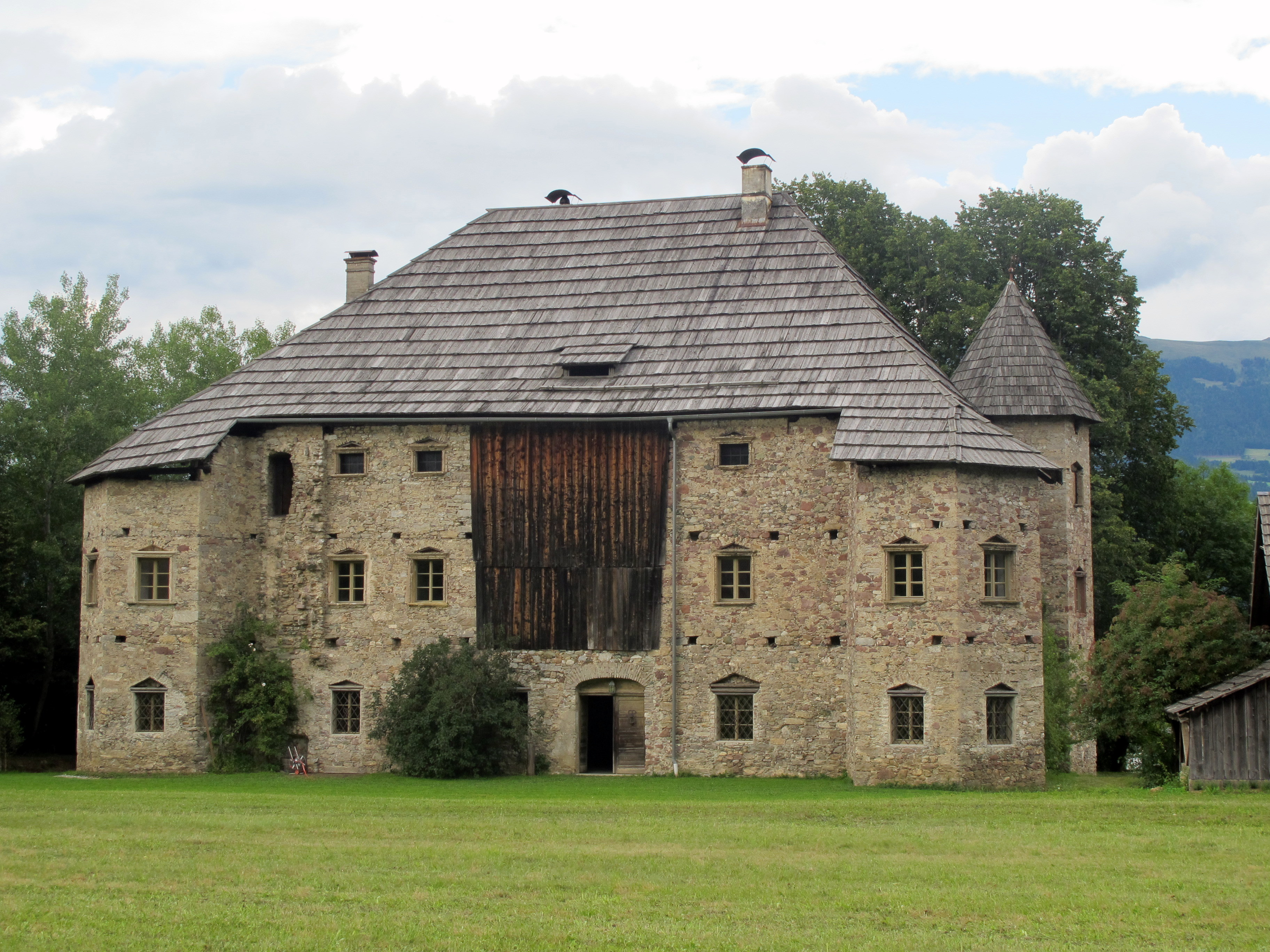
Schloss Pöllan, ein herrschaftlicher Meierhof in Kärnten

Seit dem 12. und 13. Jahrhundert gaben die Grundherren die Eigenwirtschaft meist auf und stützten sich allein auf Grundzins und Naturalabgaben. Die Eigenwirtschaftsflächen wurden meist an Lehnsbauern oder Hörige vergeben.
Große Grundherrschaften bestanden aus einer Vielzahl solcher Wirtschaftseinheiten, mitunter ganzen Netzwerken von Hofverbänden, wobei mehrere Fronhöfe einem Oberhof unterstellt sein konnten. Die Residenzen von Fürstbischöfen etwa verfügten über ein Netz von „Küchenmeierhöfen“ und „Mensalgütern“, großen Gutshöfen, die eine Reihe abhängiger Dörfer mit zahlreichen Hofstellen kontrollierten. Für die Verwaltung verfügten größere Grundherrschaften über einen eigenen Apparat aus Beamten und Schreibern. Kleinere geistliche Herrschaften oder Klöster übertrugen die Einziehung der Abgaben oft „Zehntpächtern“, die auf einem Zehnthof lebten.

### Meier als Pachtbauern auf Meierhöfen
Bedingt durch die Bevölkerungsrückgänge durch Pest-Epidemien im 16. und während des Dreißigjährigen Krieges im 17. Jahrhundert und die damit entstehenden Wüstungen, wurden danach neue Bauern in vakante Bauernstellen eingesetzt. Diese Bauern konnten neue Pachtverhältnisse zu günstigeren Konditionen durchsetzen: als freie Bauern ohne Leibeigenschaft und mit vergleichsweise geringer Belastung mit Diensten. Der Meierhof konnte auf diese Weise zu einem verpachteten Gutshof werden, der Meier zum Pächter. In Norddeutschland wird heute noch vielen solcher Hofstellen der Zusatz Meierhof, beziehungsweise Meyerhof vorangestellt. In Südtirol lautet die Bezeichnung „Mairhof“.
- → Hauptartikel: Meier